# Bobsleeën op de Olympische Winterspelen 1932
Bobsleeën is een van de sporten die beoefend werden tijdens de Olympische Winterspelen 1932 in Lake Placid.

## Heren

### 2-mansbob
| rang   | sporter(s)                             | land     | tijd    |
| ------ | -------------------------------------- | -------- | ------- |
| Goud   | John Hubert Stevens Curtis Stevens     | USA - I  | 8:14.74 |
| Zilver | Reto Capadrutt Oscar Geier             | SUI - II | 8:16.28 |
| Brons  | John Heaton Robert Minton              | USA - II | 8:29.15 |
| 4      | Al Papana Dumitru Hubert               | ROU - I  | 8:32.47 |
| 5      | Hanns Kilian Sebastian Huber           | GER - I  | 8:35.36 |
| 6      | Rossi di Montelera Italo Casini        | ITA - I  | 8:36.33 |
| 7      | Werner Huth Max Ludwig                 | GER - II | 8:45.05 |
| 8      | Agostini Lanfranchi Gaetano Lanfranchi | ITA - II | 8:50.66 |
| 9      | Max Houben Louis van Hege              | BEL - I  | 8:53.10 |
| 10     | Christian Hansez Jacques Maus          | BEL - II | 9:01.15 |

### 4-mansbob
| rang   | sporter(s)                                                             | land     | tijd    |
| ------ | ---------------------------------------------------------------------- | -------- | ------- |
| Goud   | Billy Fiske Edward Eagan Clifford Gray Jay O'Brien                     | USA - I  | 7:53.68 |
| Zilver | Henry Homburger Percy Bryant Paul Stevens Edmund Horton                | USA - II | 7:55.70 |
| Brons  | Hanns Kilian Max Ludwig Hans Mehlhorn Sebastian Huber                  | GER - I  | 8:00.04 |
| 4      | Reto Capadrutt Hans Eisenhut Charles Jenny Oscar Geier                 | SUI - II | 8:12.18 |
| 5      | Rossi di Montelera Agostino Lanfranchi Gaetano Lanfranchi Italo Casini | ITA - I  | 8:24.21 |
| 6      | Al Papana Al Ionescu Ulysse Petrescu Dumitru Hubert                    | ROU - I  | 8:24.22 |
| 7      | Walther von Mumm Hasso von Bismarck Baron G. Hessert D. Georg Gyssling | GER - II | 8:35.45 |

## Medaillespiegel
| rang | land             | goud | zilver | brons | totaal |
| ---- | ---------------- | ---- | ------ | ----- | ------ |
| 1    | Verenigde Staten | 2    | 1      | 1     | 4      |
| 2    | Zwitserland      | 0    | 1      | 0     | 1      |
| 3    | Duitsland        | 0    | 0      | 1     | 1      |
|      |                  | 2    | 2      | 2     | 6      |